# Acacia gelasina
Acacia gelasina är en ärtväxtart som beskrevs av Bruce R. Maslin. Acacia gelasina ingår i släktet akacior, och familjen ärtväxter. Inga underarter finns listade i Catalogue of Life.